# Años de plomo (Italia)
Los años de plomo (en italiano: anni di piombo) es un término utilizado para un período de agitación social y política en Italia que duró desde finales de la década de 1960 hasta finales de la década de 1980, marcado por una ola de incidentes de extrema izquierda, extrema derecha y del terrorismo político.
A menudo se considera[¿quién?] que los años de plomo comenzaron con las huelgas de Otoño Caliente a partir de 1969; con la muerte del policía Antonio Annarumma en noviembre de 1969; con el atentado de Piazza Fontana en diciembre de ese año, que mató a 17 personas y fue perpetrado por terroristas de extrema derecha en Milán; y, también la posterior muerte, ese mismo mes, del trabajador anarquista Giuseppe Pinelli mientras se encontraba bajo custodia policial por la sospecha de un delito que no cometió.

## Trasfondo
Hubo un conflicto social generalizado y actos de terrorismo sin precedentes llevados a cabo por grupos paramilitares de derecha e izquierda. Un intento de respaldar al neofascista Movimiento Social Italiano (MSI) por parte del Gabinete de Fernando Tambroni-Armaroli provocó disturbios y duró poco. El malestar laboral generalizado y la colaboración de grupos activistas estudiantiles contraculturales con los trabajadores de las fábricas de la clase trabajadora y las organizaciones de izquierda radical pro-laboristas como Potere Operaio y Lotta Continua culminaron en el llamado "Otoño caliente" de 1969, una serie masiva de huelgas en las fábricas. y centros industriales en el norte de Italia. Las huelgas estudiantiles y laborales, a menudo dirigidas por trabajadores, izquierdistas, trabajadores que simpatizan con la izquierda o activistas marxistas, se volvieron cada vez más comunes, y a menudo se deterioraron en enfrentamientos entre la policía y manifestantes compuestos principalmente por trabajadores, estudiantes, activistas y, a menudo, militantes de izquierda.
El temor a un golpe de Estado de la derecha en Italia, como la dictadura de los coroneles en Grecia y la dictadura militar de Augusto Pinochet en Chile, en un país todavía marcado por su reciente fascismo pasado, explica en parte que el terrorismo de extrema izquierda se haya desarrollado en Italia más que en cualquier otro país de Europa.``Crecí con la idea de que estaban planeando un golpe de Estado, como en Grecia o Chile y que nos habrían matado, de hecho, ya habían empezado´´, explica Sergio Segio, una de las figuras de los Años de Plomo. De hecho, entre 1969 y 1975, los atentados y la violencia política fueron atribuidos principalmente a los grupos de derecha (95% de 1969 a 1973, 85% en 1974 y 78% en 1975).

## Desarrollo
Las protestas públicas sacudieron a Italia durante 1969, con el movimiento estudiantil autonomista siendo particularmente activo, lo que llevó a la ocupación de la fábrica de automóviles Fiat Mirafiori en Turín. El 19 de noviembre de 1969, Antonio Annarumma, un policía milanés, fue asesinado durante un motín por manifestantes de extrema izquierda. Fue el primer funcionario en morir en la ola de violencia.
El monumento a Víctor Manuel II, la Banca Nazionale del Lavoro en Roma, la Banca Commerciale Italiana y la Banca Nazionale dell'Agricoltura en Milán fueron bombardeadas en diciembre. La policía local arrestó a unos ochenta sospechosos de grupos de izquierda, entre ellos Giuseppe Pinelli, un anarquista inicialmente culpable del atentado, y Pietro Valpreda. Su culpa fue negada por miembros de izquierda, especialmente por miembros del movimiento estudiantil, entonces prominentes en las universidades de Milán, ya que creían que el bombardeo fue realizado por fascistas. Tras la muerte de Giuseppe Pinelli, quien murió misteriosamente el 15 de diciembre mientras estaba bajo custodia policial, el periódico de izquierda radical Lotta Continua inició una campaña acusando al oficial de policía Luigi Calabresi del asesinato de Pinelli. En 1975, Calabresi y otros policías fueron absueltos por el juez Gerardo D'Ambrosio, quien decidió que la caída de Pinelli por una ventana se debió a que se enfermó y perdió el equilibrio. El anarquista Valpreda y otras cinco personas fueron condenadas y encarceladas por el atentado. Posteriormente fueron puestos en libertad tras tres años de prisión preventiva. Luego, dos neofascistas, Franco Freda (residente en Padua) y Giovanni Ventura, fueron arrestados acusados de ser los organizadores de la masacre; en 1987 fueron absueltos por la Corte Suprema por falta de pruebas.
En la década de 1990, nuevas investigaciones sobre el atentado de piazza Fontana, citando el testimonio de nuevos testigos, volvieron a implicar a Freda y Ventura. Sin embargo, la pareja no puede ser procesada nuevamente por doble incriminación, ya que fueron absueltas del crimen en 1987.

### El nacimiento de las Brigadas Rojas
Las Brigadas Rojas fueron fundadas en agosto de 1970 por Alberto Franceschini, Renato Curcio y Mara Cagol; los dos últimos se habían conocido como estudiantes en la Universidad de Trento y luego se casaron.
Mientras que el grupo de Trento alrededor de Curcio tenía sus raíces principales en el Departamento de Sociología de la Universidad Católica, el grupo de Reggio Emilia (alrededor de Franceschini) incluía principalmente a exmiembros del FGCI (el movimiento juvenil comunista) expulsados del partido matriz por sus puntos de vista extremistas.
Las primeras acciones -destrucción de los vehículos de los capataces o secuestro de los directivos- reflejaron la composición social de los grupos armados. Entre las 1.337 personas condenadas por pertenecer a las Brigadas Rojas, el 70% eran obreros, trabajadores de servicios o estudiantes.
Su armamento procedía principalmente de las existencias de la partisanos de la Segunda Guerra Mundial.

### La década de 1970
El 31 de mayo de 1972, tres carabinieros italianos murieron en Peteano en un atentado, atribuido a Lotta Continua. Posteriormente, los agentes de los carabinieros fueron acusados y condenados por pervertir el curso de la justicia. El juez Casson identificó a Vincenzo Vinciguerra, miembro de Ordine Nuovo, como el hombre que había colocado la bomba en Peteano.
El terrorista neofascista Vinciguerra, detenido en la década de 1980 por el atentado con bomba en Peteano, declaró al magistrado Felice Casson que este ataque de falsa bandera tenía como objetivo obligar al Estado italiano a declarar el estado de emergencia y volverse más autoritario. Vinciguerra explicó cómo lo había protegido la agencia de inteligencia militar SISMI, permitiéndole escapar a la España franquista.
La investigación de Casson reveló que la organización de derecha Ordine Nuovo había colaborado con el Servicio Secreto Militar Italiano, SID (Servizio Informazioni Difesa). Juntos, habían diseñado el ataque de Peteano y luego culparon a las Brigadas Rojas. Confesó y testificó que había sido cubierto por una red de simpatizantes en Italia y en el extranjero que se habían asegurado de que pudiera escapar después del ataque. "Todo un mecanismo entró en acción", recordó Vinciguerra, "es decir, los Carabinieri, el ministro del Interior, los servicios de aduanas y los servicios de inteligencia militar y civil aceptaron el razonamiento ideológico detrás del ataque.

## Leyes especiales
Los partidos de gobierno – la Democracia Cristiana, el Partido Socialista, el Partido Socialista Democrático, el Partido Republicano y el Partido Liberal – con el apoyo del Partido Comunista Italiano, llegaron a un acuerdo político para elaborar una serie de leyes para afrontar a la situación de crisis que el país estaba viviendo. La así llamada emergencia terrorista provoca una involución policíaca del Estado italiano con una disminución de las libertades constitucionales y mayores poderes a las fuerzas policíacas. La ampliación del recurso en contra de asociaciones ilícitas o de posible peligro presumido, fue la columna vertebral de la normativa de emergencia que después en Italia no fue nunca más terminada, reparándose esta situación recién con la evolución en la seguridad nacional posterior al 11 de septiembre de 2001.
- Emblemática en este sentido es la ley Reale (n. 152 del 22 de majo de 1975), que autorizaba a la policía a a disparar en caso de que fuese necesario a alguna necesidad operativa. La ley en cuestión levantó muchas polémicas y fue llevada a referéndum popular efectuado el 11 de junio de 1978, siendo favorable la respuesta opinión pública hacia esta ley: 76,46 % a favor y el 23,54 % en contra.[40]
- En 1978 se formaran cuerpos especiales con el objetivo antiterrorista: el GIS (Gruppo Intervento Speciale) perteneciente a Carabinieri y el NOCS (Núcleo Operativo Centrale di Sicurezza) de la Policía.
- En 1980 se promulga la “ley Cossiga" la cual prevé condenas sustanciales para quien sea declarado culpable de “terrorismo” y extiende los poderes de la policía, en su momento algunos la declararon inconstitucional ante la Corte Constitucional, pero rechazó estas acusaciones. También esta ley fue llevada a referéndum popular efectuado el 17 de mayo de 1981, siendo favorable la respuesta opinión pública hacia esta ley: 85,12 % a favor y 14,88 % en contra.[41]

### Español
- Indro Montanelli, Memorias de un periodista. Testimonio recogido por Tiziana Abate, Barcelona, RBA, 2003.

### Francés
- Marc Lazar y Marie-Anne Matard-Bonucci, L'Italie des années de plomb, Collection Mémorie/Histoire, 2010.

### Italiano
- AA. VV., La Strage di Stato, Roma, Savelli, 1970.
- Marco Baliani, Corpo di Stato. Il delitto Moro, Milano, Rizzoli, 2003.
- Antonella Beccaria, Pentiti di niente. Il sequestro Saronio, la banda Fioroni e le menzogne di un presunto collaboratore di giustizia, Viterbo, Nuovi Equilibri, 2008, ISBN 978-88-6222-049-1.
- Carlo Bordini e Andrea Di Consoli (a cura di), Renault 4. Scrittori a Roma prima della morte di Moro, Roma, Avagliano, 2007.
- Mario Calabresi, Spingendo la notte più in là, Milano, Mondadori, 2007.
- Maurizio Calvi, Alessandro Ceci, Angelo Sessa e Giulio Vasaturo, Le date del terrore. La genesi del terrorismo italiano e il microclima dell'eversione dal 1945 al 2003, Roma, Luca Sossella Editore, 2003, ISBN 88-87995-58-3.
- Camilla Cederna, Pinelli. Una finestra sulla strage, Milano, Feltrinelli, 1971; Milano, il Saggiatore, 2004.
- Alberto Conci, Paolo Grigolli e Natalina Mosna, Sedie vuote. Gli anni di piombo dalla parte delle vittime, Trento, Il Margine, 2007.
- Giovanni Fasanella e Grippo Antonella, I silenzi degli Innocenti. Un libro che racconta le vittime, Milano, Rizzoli, 2006.
- Giorgio Galli, Storia del partito armato. 1968-1982, Milano, Rizzoli, 1986.
- Nicola Guerra, Il linguaggio degli opposti estremismi negli anni di piombo. Un’analisi comparativa del lessico nelle manifestazioni di piazza, London, Italian Studies, Taylor & Francis, 2020 online.
- Nicola Guerra, Il linguaggio politico della sinistra e della destra extraparlamentari negli anni di piombo, London, Italian Studies, Taylor & Francis, 2021 online.
- Giorgio Manzini, Indagine su un brigatista rosso. La storia di Walter Alasia, Torino, Einaudi, 1978.
- Indro Montanelli e Mario Cervi, L'Italia degli anni di piombo (1965-1978), Milano, Rizzoli, 1991.
- Indro Montanelli e Mario Cervi, L'Italia degli anni di fango (1978-1993), Milano, Rizzoli, 1993.
- Paolo Persichetti, Esilio e Castigo, Reggio Calabria, La Città del Sole, 2006.
- Marco Maria Sambo, Contro chi. La primavera spezzata di Ezio Tarantelli, Roma, Castelvecchi, 2005.
- Sergio Zavoli, La notte della Repubblica, Roma, Nuova Eri, 1992.